# Helnan Holding
Helnan Holding A/S er et dansk holdingselskab med hovedsæde i Aalborg. Selskabet fungerer som holdingselskab for Enan Galaly's Helnan hoteller og blev stiftet i 2007. 
Helnan Holding A/S havde i regnskabsåret 2009 en omsætning på 329,643 mio. kr. og et nettoresultat på -21,518 mio. kr. Det gennemsnitlige antal medarbejdere i koncernen var 1.303 (2009).
Helnan Holding A/S driver driftsselskaberne Helnan International A/S og Helnan International Hotels A/S, der driver henholdsvis koncernens danske og egyptiske hoteller. De danske og egyptiske hoteller udgør hovedparten af koncernens omsætning, men koncernen omfatter også hoteller i Sverige, Belgien, Luxembourg og Østrig. I Danmark drives hotellerne Helnan Phoenix Hotel og Hotel Hvide Hus i Aalborg. Helnan Marselis Hotel og Helnan Aarslev Hotel i Aarhus. Helnan Marina Hotel i Grenaa og Hotel Hvide Hus Køge i Køge. 